# Gian Carlo Menotti
Gian Carlo Menotti (ur. 7 lipca 1911 w Cadegliano-Viconago w Lombardii, zm. 1 lutego 2007 w Monako) – amerykański kompozytor muzyki poważnej i librecista pochodzenia włoskiego.

## Życiorys
Miał siedem lat, gdy skomponował swoje pierwsze utwory muzyczne. W wieku 11 lat napisał pierwszą operę. Uczył się w mediolańskim konserwatorium im. Giuseppe Verdiego, jednak w czasie studiów wraz z matką przeniósł się do USA i tam skończył Curtis Institute of Music w Filadelfii.

## Najważniejsze opery
- Amelia idzie na bal (Amelia al ballo) (1937);
- Medium (1946);
- Telefon (1947);
- Konsul (1950);
- Amahl i nocni goście (opera telewizyjna) (1951);
- Święty z Bleecker Street (1954);
- Maria Golovin (1958);
- The Last Savage  (1963);
- Goya (1986) (Plácido Domingo śpiewał prapremierę)

W 1959 napisał libretto do 9-minutowej opery Lukasa Fossa Introductions and Good-Byes.